# Évaluation des établissements scolaires
 (juin 2018).
Si vous disposez d'ouvrages ou d'articles de référence ou si vous connaissez des sites web de qualité traitant du thème abordé ici, merci de compléter l'article en donnant les références utiles à sa vérifiabilité et en les liant à la section « Notes et références ».
 (juin 2018).
- Si vous ne connaissez pas le sujet, laissez ce bandeau (vous pouvez alors contacter les auteurs).
- Si vous supprimez le contenu mis en cause (vous pouvez préalablement contacter les auteurs),

argumentez précisément cette suppression dans la page de discussion
(un manque de référence n'est pas un argument ; une recherche réelle de référence doit avoir été effectuée, être formellement documentée).
Cet article présente les critères, raisons et méthodes de l'évaluation des établissements scolaires, qui peut être effectuée de manière interne, externe ou par des pairs. On s’intéresse ici à l'évaluation globale, et non à celle d'un aspect particulier de l'établissement. 

## Logique de l’évaluation globale des établissements scolaires
L’évaluation globale est pertinente lorsqu’un établissement scolaire dispose de l’autonomie dans la définition de sa politique éducative. Il s’agit alors de porter une appréciation sur la construction pédagogique collective de l’établissement scolaire : capacité à analyser l’environnement éducatif local, capacité à poser un diagnostic des besoins éducatifs des élèves, capacité à construire des réponses adaptées et à définir une politique éducative cohérente. Dans la logique de l’évaluation globale, il n’y a plus d’évaluation individuelle des enseignants et de leur production pédagogique mais une évaluation globale de l’ensemble des acteurs et de leurs interactions. L’évaluation globale permet d’assurer la cohérence globale de la politique éducative et favorise l’émergence de solutions innovantes. La démarche d’évaluation globale est envisagée comme un processus cognitif qui permet de faire évoluer les représentations des acteurs et leurs pratiques professionnelles,.
L’évaluation globale des établissements scolaires intègre plusieurs dimensions :
- la pertinence : capacité à répondre aux besoins éducatifs,
- l’efficacité : capacité à faire réussir les élèves,
- l’équité : capacité à garantir les mêmes chances de réussite à tous les élèves,
- la qualité : capacité à créer de la valeur ajoutée pédagogique.

## Enjeux
Les enjeux d’évaluation globale des établissements scolaires sont triples :
- responsabilité (accountability) : en management public, selon le principe du rendre-compte, l’établissement scolaire doit justifier de ses choix d’allocation des moyens et d’utilisation des ressources pédagogiques auprès de son autorité de tutelle,
- amélioration (improvement) : l’évaluation globale permet de s’interroger sur les pratiques et les postures afin de chercher des voies d’amélioration,
- pouvoir d’agir (empowerment) : pour que les établissements scolaires changent, apprennent et innovent, les enseignants doivent disposer du pouvoir d’agir et doivent se sentir responsables du changement[9].

## Articulation
L’évaluation globale combine différentes formes d’évaluation : interne, externe, horizontale et verticale. L’auto-évaluation semble être le préalable nécessaire à l’évaluation externe lorsque l’évaluation est envisagée comme un processus cognitif qui favorise les pratiques réflexives. L’auto-évaluation est un des leviers du changement utilisé par le courant de l’amélioration des écoles (school improvement) qui a développé de nombreuses recherches actions sur le sujet. 
Les évaluations externes des établissements scolaires favorisent un alignement des pratiques pédagogiques sur les objectifs d’évaluation définis par l’autorité de tutelle et sont ainsi un facteur d’homogénéisation du système éducatif et de couplage des pratiques locales avec les attentes institutionnelles. 
L’évaluation des établissements scolaires passe aussi par une évaluation par les pairs (peer review) qui favorise les procédés d’étalonnage éducatif (benchmarking). 

## Pratique de l’évaluation globale
La pratique de l’évaluation des établissements scolaires nécessite de définir des critères d’évaluation qui sont regroupés au sein d’un référent qui est commun à tous les établissements scolaires : « un référent définissant ce qui pourrait caractériser un établissement au fonctionnement parfait ; ce référent énumère les différentes dimensions de la vie de l'établissement qui constituent le référé initial […] : pilotage, communication interne et externe, vie scolaire, qualité pédagogique, performances ainsi qu'une série d'indicateurs qualitatifs de jugement pour chacun de ces aspects ». « On peut […] distinguer les référents de qualification (qualification standard) qui donnent la référence de contenu des apprentissages (what to know), des référents d'évaluation (assessment standard) qui donnent la référence des modalités d'apprentissage (how to access)».
Les critères d’évaluation sont généralement formulés sous forme de questions et peuvent être assortis d’indicateurs. Les méthodes d’évaluation externe combinent les enquêtes quantitatives et les entretiens qualitatifs.